# 聖地牙哥 (薩卡帕省)
聖地牙哥（西班牙語：San Diego），是危地馬拉的城鎮，位於該國東部，由薩卡帕省負責管轄，面積273平方公里，海拔高度712米，2002年人口5,825，人口密度每平方公里21.34人。
14°47′N 89°47′W / 14.783°N 89.783°W